# 東京堂 (造花店)
株式会社東京堂（とうきょうどう）は、東京都新宿区の荒木町に本社を置く造花、ドライフラワー、花材、インテリア雑貨を取り扱う問屋卸売業 、小売業である。
本項では、東京堂が所有する小売り拠点である本店、flent、長野県クレア、また物流拠点である長野県バリューデリバリーセンターについても記載する。

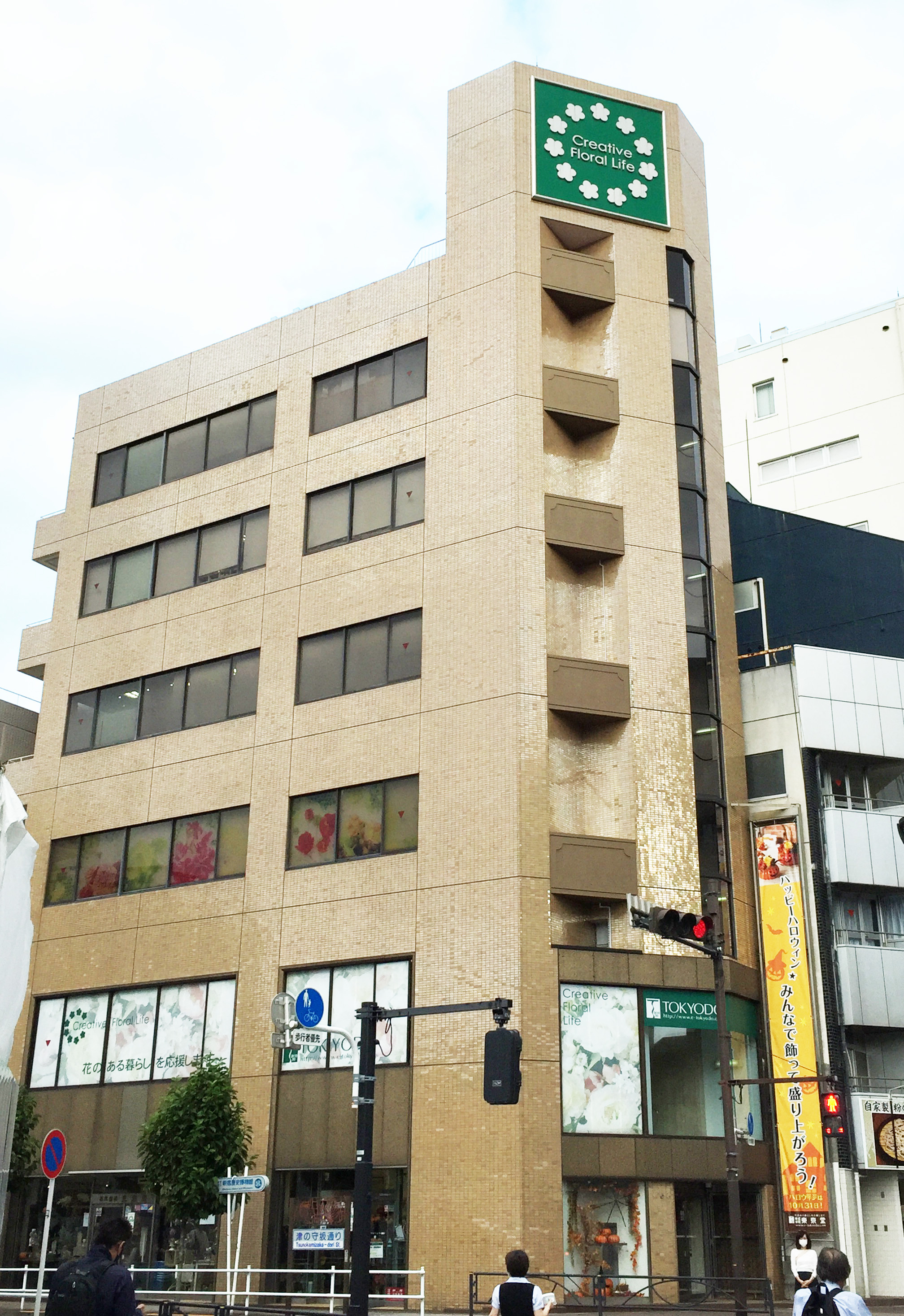
東京堂本店ビル

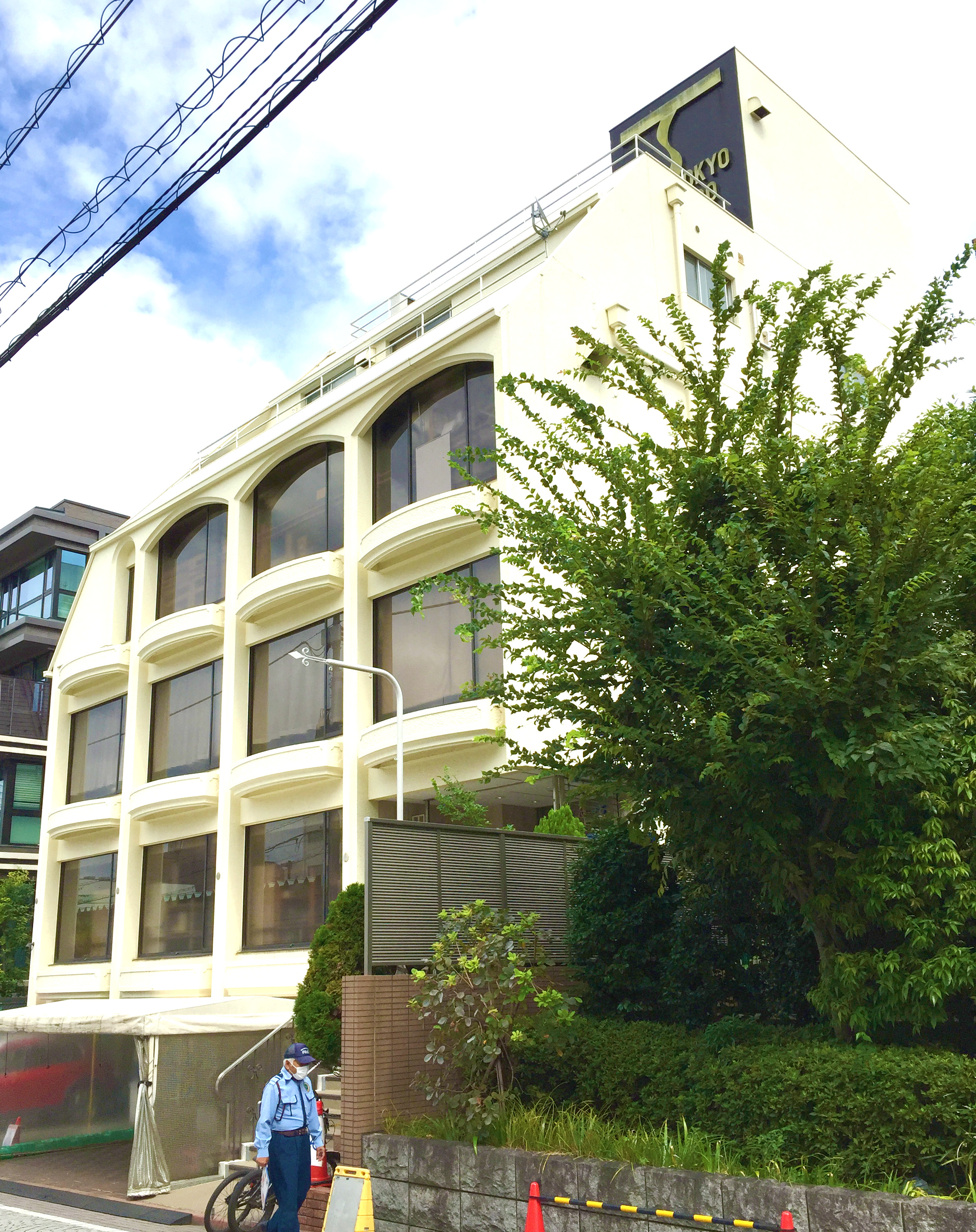
flent

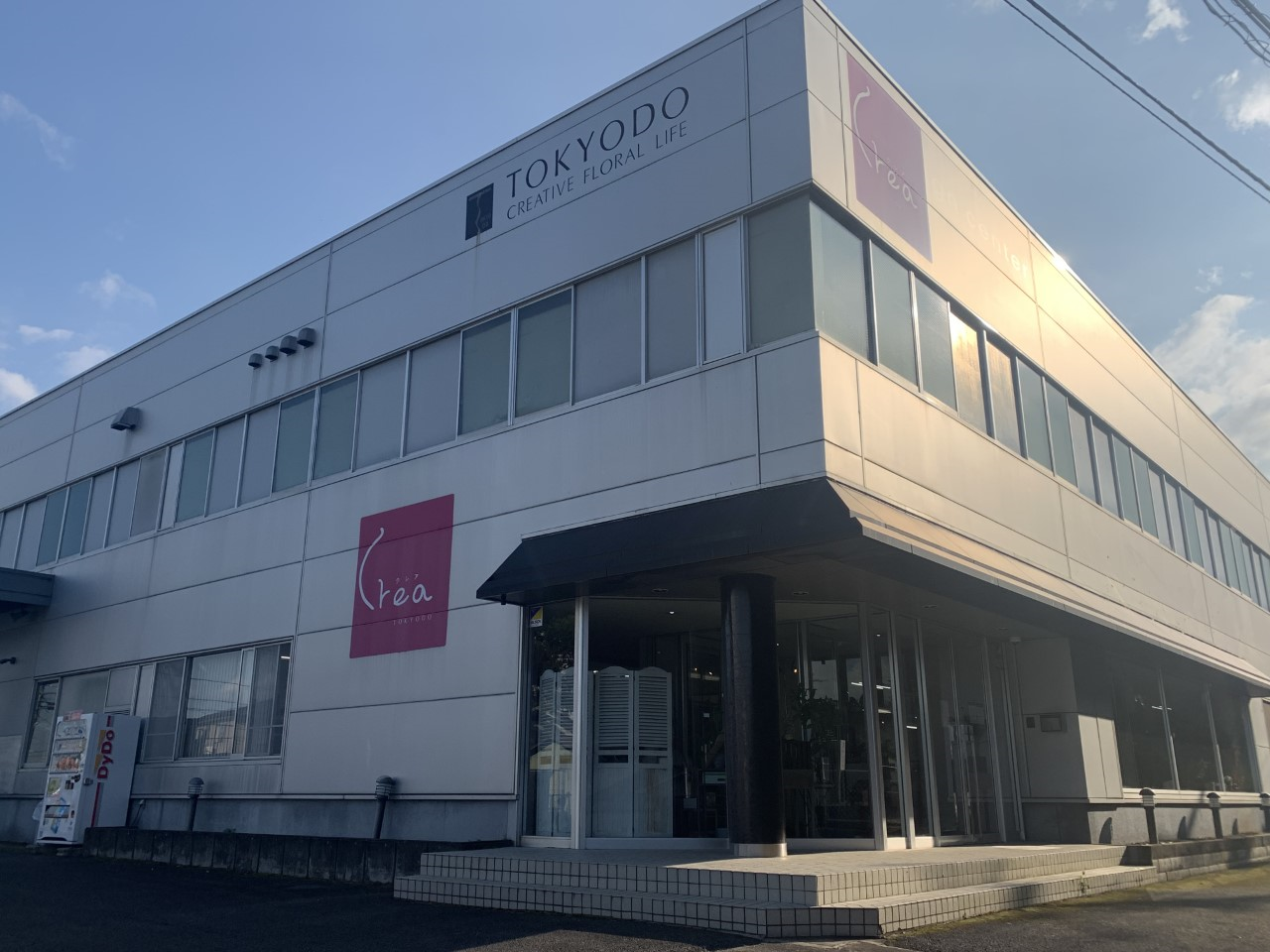
東京堂クレア

## 概要
1926年（昭和元年）に鈴木勝次により造花製造業として事業開始。翌1927年には東京市浅草区田原町（現在の台東区雷門付近）にて装飾用造花、花輪用造花を製造販売をする。
1931年に「城西造花販売所」を設立。業務を製造販売から卸売業に専念する。同年造花カタログを作り通信販売にものりだす。
 1934年に四谷に拠点を移し東京造花と改称する。1952年個人商店から株式会社東京堂商店として法人化し、1960年に商号を株式会社東京堂と改める。2016年に関連会社サイドビジネス東京堂を事業持株会社株式会社東京堂ホールディングスに改組し東京堂グループ新体制を発足する。
東京堂のショールームは、四谷2丁目にある本店ほか、四谷三栄町にあるflent、長野県東筑摩郡朝日村にクレアがある。また同村には、物流拠点として物流倉庫バリューデリバリーセンターがある。

### 本店（ショップ＆ショールーム）
四谷２丁目にある東京堂本店ショールーム。1934年の移転以来この地で販売店舗を続ける。現在のビルは1981年に落成した。
 アーティフィシャルフラワー、ドライフラワー、プリザーブドフラワーの他、花器、籠、生花資材などを取り扱っている。

### flent（ショップ＆ショールーム）
四谷三栄町にある東京堂アネックスショールーム。
 1977年にオープンした。ブライダル資材、デザイン資材、観葉植物などを取り扱っている。2022年に名称をアーティスからflentに改名。

### クレア（ショップ＆ショールーム）
長野県東筑摩郡朝日村にあるARC東京堂のショールーム。2004年に落成した。
物流倉庫敷地内にあったショールームを移転。アーティフィシャルフラワー、ドライフラワー、生花資材、デザイン資材、花器などを取り扱っている。

### バリューデリバリーセンター（物流倉庫）
長野県東筑摩郡朝日村にある東京堂の物流拠点。2013年落成した。東京堂の取扱商品の在庫倉庫であり、出荷拠点。
 敷地面積28330.26㎡、建築面積12272.94㎡、延床面積23332.22㎡。

## 沿革
- 1926年（昭和元年） - 造花製造業として事業開始
- 1927年（昭和2年） - 浅草区田原町 （現在の台東区雷門付近）にて装飾用造花、花輪用造花を製造販売する
- 1931年（昭和6年） - 城西造花販売所を設立し卸売に専念。業界初の造花カタログを作り通信販売にも乗り出す
- 1934年（昭和9年） - 店名を東京造花に改称、四谷に移転
- 1952年（昭和27年） - 個人商店東京造花から株式会社東京堂商店に法人化
- 1960年（昭和35年） - 商号を株式会社東京堂に改める
- 1969年（昭和44年） - フラワーデザインの技術普及を目的とした日本フラワー技芸協会（NFGA）を設立
- 1977年（昭和52年） - 卸売センター（現在のアーティス）オープン
- 1987年（昭和62年） - 長野県朝日村流通センター（ARC)１号棟落成
- 2001年（平成13年） - 業務取引会員向けのオンラインショッピングサイト「Net CFL」を開設
- 2004年（平成16年） - 長野県朝日村ショールーム「クレア」をリニューアルオープン
- 2009年（平成21年） - 本社機能を四谷荒木町のCFLビルへ移転する
- 2013年（平成25年） - 長野県朝日村バリューデリバリーセンター落成
- 2016年（平成28年） - 事業持株会社「株式会社東京堂ホールディングス」に改組。東京堂グループ新体制を発足。東京堂ホールディングスによるグループ会社設立第1号として、朝日村を本社に株式会社ARC東京堂を設立
- 2021年（令和3年） - 長野県朝日村と「避難所等施設利用に関する協定」を締結[5]